# Завод діоксиду титану в Банбері
Завод діоксиду титану в Банбері — виробничий комплекс на заході Австралії.
У 1964 році за кілька кілометрів на північ від Банбері почав роботу завод діоксиду титану в Аустралінді, який спорудила британська компанія Laporte (La Porte Industries). Він використовував сульфатну технологію та сам продукував необхідну для цього сульфатну кислоту шляхом спалювання сірки. Первісна потужність майданчику становила лише 10 тисяч тонн діоксиду титану на рік, проте вже у 1966-му її збільшили до 12 тисяч тонн, в 1969-му до 18 тисяч тонн, а у 1975 році довели цей показник до 36 тисяч тонн.
Під час роботи майданчику утворювались значні обсяги відходів, що переважно складались з сульфату заліза та непрореагованої сульфатної кислоти. На початковому етапі цю пульпу перекачували по трубопроводу через естуарійну лагуну Leschenault (на східному березі якої лежить Аустралінд) та косу, що відділяє лагуну від океану, та скидали до останнього. Таку схему використовували в Британії на естуарії Гамберу, проте в останньоми виносу відходів сприяли сильні припливи висотою до 7 метрів та швидка течія — на відміну від австралійського проєкту. Як наслідок, через суспільне невдоволення цю практику припинили вже у 1968-му, натомість почали скидати відходи на прибережні дюни з таким розрахунком, щоб забезпечити максимально тривалий контакт з вапняковими пісками, що дозволяло нейтралізовувати кислоту.
Втім, невдоволення з екологічним підґрунтям тривало, так що в 1988-му на заміну виробництву з сульфатною технологією ввели в дію завод з хлоридним процесом. Майданчик для нього обрали за десяток кілометрів на північний схід від попереднього у новій індустріальній зоні Кемертон, при цьому отриманий тут сирий продукт перевозять у вигляді пульпи в автоцистернах на до Аустралінду, де відбувається його сушка та доведення до товарних кондицій. Титановою сировиною виступає природний або синтетичний рутил (останній виробляють у тому ж регіоні на заводі в Кепелі).
Побіч із виробництвом діоксиду титану ввели в дію технологічно пов'язані з ним хлорний завод концерну Coogee та виробництво компанії Cockburn Cement, яка здійснює гасіння вапна з наступною подачею гідратованої суспензії. Як супутній продукт при продукування діоксиду титану в Кемертоні отримують каустичну соду.
Проєкт у Кемертоні реалізувала вже компанія SCM Chemicals Limited, яка у 1984-му придбала завод Laporte. У 2007-му комплекс у Банбері викупила саудійська National Titanium Dioxide Company Ltd (Cristal), що діяла через Cristal Pigment Australia Limited, а в 2019-му саудійці продали свій титановий бізнес американській корпорації Tronox.
На етапі проєктування заводу з хлоридною технологією його потужність визначили як 51 тисяча тонн діоксиду титану на рік. Станом на кінець 1990-х вона дорівнювала 79 тисяч тонн, а в 2020-му повідомлялось, що Tronox може виробляти у Західній Австралії 237 тисяч тонн діоксиду титану на рік, з яких біля 58 % припадає на майданчик у Квінані, а решта на Кемертон.